# Conférence de Paris (1947)
La conférence de Paris a pour but de convaincre l'URSS d'accepter l'offre d'aide économique américaine à l'Europe, connue ultérieurement comme le Plan Marshall. Elle se tient du 27 juin 1947 au 2 juillet 1947. Les participants à cette conférence sont :
- Ernest Bevin (1881-1951) : ministre britannique des Affaires étrangères de 1945 à 1951.
- Georges Bidault (1899-1983) : ministre français des Affaires étrangères en 1947.
- Viatcheslav Molotov (1890-1986) : commissaire du peuple aux Affaires étrangères de l'Union soviétique entre 1939 et 1949.

## Contenu
Pour des articles plus généraux, voir Politique extérieure de la IVe République et Plan Marshall.
La conférence se déroule dans un climat tendu et se conclut par un échec devant l'intransigeance soviétique. Les gouvernements anglais et français invitent alors 22 pays européens intéressés par l'offre d'aide américaine à participer à une Conférence de coopération économique européenne qui s'ouvrira à Paris le 12 juillet 1947. L'URSS refuse d'y participer et entraîne dans ce refus la Pologne, la Roumanie, la Yougoslavie, la Hongrie. Jan Masaryk donne son accord pour la participation de la Tchécoslovaquie le 9 juillet, mais doit revenir sur sa décision après avoir été convoqué et reçu par Staline.

## Version de Georges Bidault
Dans ses souvenirs, Georges Bidault évoque le déroulement de la conférence de Paris, à laquelle il participait ainsi que Ernest Bevin et Viatcheslav Molotov.
« « À Paris, la France et l'Angleterre se mirent d'accord pour inviter Molotov à une réunion à trois urgente […].
Cette invitation posait des problèmes. La solution, dans le cas d'une acceptation, serait plus difficile à trouver
[…]. Les ressources américaines, quelle que soit la richesse du peuple des États-Unis, n'étaient pas inépuisables.
II allait de soi que l'adjonction des États de l'Europe communiste aux pays de l'Occident se traduirait
vraisemblablement par une diminution de la quote-part attribuée à chacun.
Cependant j'insistai. Bevin se laissa convaincre. II me paraissait clair, en effet, qu'on ne pouvait pas, en dépit des
inconvénients probables, laisser échapper l'occasion, soit en cas d'acceptation russe, d'une véritable détente en
Europe, soit en cas de refus, d'une clarification définitive de la politique communiste. […]
Molotov vint à Paris, et la conférence à trois s'ouvrit à la fin de juin. Je proposai que toutes les nations
européennes, alliées, neutres et ex-ennemies soient admises à participer au plan Marshall.
Molotov fut intraitable et refusa, jour après jour, l'établissement d'un programme pour l'ensemble de l'Europe
car, disait-il, un tel programme porterait atteinte à la souveraineté des États. » »

Cela aboutira le 20 septembre 1947 à la signature par 16 pays du Plan Marshall.